# Ki-itchi
Ki-itchi!! (キーチ！！, Ki-itchi!!) est un manga écrit et dessiné par Hideki Arai. Il a été prépublié dans le magazine Big Comic Superior de l'éditeur Shōgakukan, et a été compilé en un total de neuf tomes. Une suite, nommée Ki-itchi VS, a été prépubliée dans le même magazine entre août 2007 et juillet 2013, et a été compilé en un total de onze tomes. Les versions françaises des deux séries sont publiées aux éditions Delcourt.

## Synopsis
L'histoire raconte une partie de la vie d'un jeune garçon, Ki-itchi Someya, depuis ses 3 ans. Son caractère, colérique parfois, extrêmement affirmé toujours, son mutisme, sa hargne et son sens encore incertain de la justice, oblige sa mère à s'excuser sans fin auprès des autres parents d'enfants qu'il frappe, apparemment sans raison. Confronté à l'assassinat de ses parents à l'âge où d'autres sont au bac à sable, il fugue, puis est recueilli par des clochards, devient autonome, est recherché par la police, découvre sans bien le comprendre le monde des adultes et passe trois mois seul dans la montagne. Son retour, puis sa vie d'écolier japonais, son sens brutal du bien et du mal, vont changer à jamais la vie de ceux qu'il côtoie.
Il s'agit d'un manga atypique sur le Japon contemporain et la relation aux autres, à la société, à ce qui est bien, mal ou conventionnellement admis, à travers le regard sans concession de Ki-itchi.

## Manga

### Liste des volumes deKi-itchi
| no | Japonais        | Japonais      | Français         | Français          |
| no | Date de sortie  | ISBN          | Date de sortie   | ISBN              |
| -- | --------------- | ------------- | ---------------- | ----------------- |
| 1  | 30 janvier 2002 | 4-09-186061-3 | 5 septembre 2003 | 9782847891355     |
| 2  | 30 juillet 2002 | 4-09-186062-1 | 16 novembre 2003 | 9782847892116     |
| 3  | 28 février 2003 | 4-09-186063-X | 18 février 2004  | 9782847892666     |
| 4  | 30 juillet 2003 | 4-09-186064-8 | 6 juin 2004      | 9782847893878     |
| 5  | 30 juin 2004    | 4-09-186065-6 | 1 octobre 2005   | 978-2-84789-678-7 |
| 6  | 30 juillet 2004 | 4-09-186066-4 | 25 janvier 2006  | 978-2-7560-0063-3 |
| 7  | 30 juin 2005    | 4-09-186067-2 | 12 juillet 2006  | 978-2-7560-0241-5 |
| 8  | 28 février 2006 | 4-09-186068-0 | 22 août 2007     | 978-2-7560-0892-9 |
| 9  | 30 mai 2006     | 4-09-180380-6 | 13 février 2008  | 978-2-7560-0893-6 |

### Liste des volumes deKi-itchi VS
| no | Japonais         | Japonais          | Français          | Français          |
| no | Date de sortie   | ISBN              | Date de sortie    | ISBN              |
| -- | ---------------- | ----------------- | ----------------- | ----------------- |
| 1  | 26 avril 2008    | 978-4-09-181868-3 | 1 avril 2012      | 978-2-7560-3143-9 |
| 2  | 30 octobre 2008  | 978-4-09-182206-2 | 4 juillet 2012    | 978-2-7560-3154-5 |
| 3  | 30 avril 2009    | 978-4-09-182480-6 | 12 septembre 2012 | 978-2-7560-3155-2 |
| 4  | 30 octobre 2009  | 978-4-09-182756-2 | 13 février 2013   | 978-2-7560-3156-9 |
| 5  | 29 avril 2010    | 978-4-09-183147-7 | 12 juin 2013      | 978-2-7560-3624-3 |
| 6  | 30 novembre 2010 | 978-4-09-183412-6 | 9 octobre 2013    | 978-2-7560-3625-0 |
| 7  | 29 juillet 2011  | 978-4-09-183832-2 | 12 février 2014   | 978-2-7560-3654-0 |
| 8  | 30 janvier 2012  | 978-4-09-184195-7 | 25 juin 2014      | 978-2-7560-5506-0 |
| 9  | 29 juin 2012     | 978-4-09-184529-0 | 10 septembre 2014 | 978-2-7560-6085-9 |
| 10 | 30 janvier 2013  | 978-4-09-184863-5 | 10 mars 2015      | 978-2-7560-6576-2 |
| 11 | 30 août 2013     | 978-4-09-185397-4 | 4 novembre 2015   | 978-2-7560-6873-2 |

## Documentation
- Paul Gravett (dir.), « Les années 2000 : KI-itchi !! », dans Les 1001 BD qu'il faut avoir lues dans sa vie, Flammarion, 2012 (ISBN 2081277735), p. 881.